# رقبى
الرقبى هي التمليك مدة الحياة، أي أن تقول لمن أعطيته دارا أو أرضا: إن مت قبلك فهي لك، وإن مت قبلي رجعت إلي؛ كأن كل واحد منهما يراقب موت الآخر وينتظره. ومصدرها الإرقاب.